# Route 666
Route 666 è il secondo album della tribute band The Iron Maidens, e il primo sotto l'etichetta Powerslave Records (che precedentemente aveva distribuito in Giappone il loro primo lavoro). Pubblicato il 23 maggio 2007, è anche il primo album con la chitarrista Heather Baker (l'ex-chitarrista Josephine Soegijanty è comunque accreditata nella seconda parte dell'album).

## Il disco
Route 666 è strutturato in un CD e un DVD: il DVD (prodotto da Thomas LeBlanc e Mark Dawson, quest'ultimo già produttore del primo album della band) contiene il concerto della band al Galaxy Theatre a Santa Ana il 12 marzo 2005, e vede ancora una volta la collaborazione del tastierista di supporto degli Iron Maiden Michael Kenney; il CD (prodotto da Bob Kulick e Brett Chassen, già produttori nel 2005 dell'album tributo agli Iron Maiden Numbers from the Beast) contiene cinque canzoni, di cui una live eseguita insieme a Phil Campbell, storico chitarrista dei Motörhead.
La copertina dell'album (disegnata da Tommy Pons) mostra Charlotte, la nuova mascotte del gruppo, il cui nome deriva dalla canzone degli Iron Maiden Charlotte the Harlot. Le note di copertina includono commenti del produttore Bob Kulick e di Keiko Terada, cantante della famosa heavy metal band giapponese Show-Ya.
Per promuovere l'album in Giappone, la band girò un videoclip per il brano Fear of the Dark, disponibile sul sito ufficiale. Il video fu passato più volte dalle emittenti televisive giapponesi, sebbene ridotto alla durata di cinque minuti per restrizioni di tempo.

## Tracce
Testi e musiche di Steve Harris, tranne dove indicato.
CD
1. Die With Your Boots On (Bruce Dickinson, Adrian Smith, Harris) – 5:25
2. Fear of the Dark – 7:23
3. The Prisoner (Smith, Harris) – 6:06
4. Revelations (Dickinson) – 6:59
5. The Trooper (Live) – 4:16

DVD
1. The Ides of March
2. Wrathchild
3. The Trooper
4. Powerslave (Dickinson)
5. Wasted Years (Smith)
6. Phantom of the Opera
7. The Clairvoyant
8. Seventh Son of a Seventh Son
9. Run to the Hills
10. End Credits: Always Look on the Bright Side of Life (Eric Idle)

## Formazione
Gruppo
- Aja Kim ("Bruce Lee Chickinson") – voce
- Sara Marsh ("Mini Murray") – chitarra, cori
- Heather Baker ("Adrienne Smith") – chitarra[3]
- Josephine Soegijanty ("Adrienne Smith") – chitarra, cori[4]
- Wanda Ortiz ("Steph Harris") – basso, cori[5]
- Linda McDonald ("Nikki McBurrain") – batteria, cori

Altri musicisti
- Phil Campbell – chitarra in The Trooper (Live)[3]
- Michael Kenney – tastiere in The Clairvoyant e Seventh Son of a Seventh Son[4]